# King of New York (Spiel)
King of New York ist ein Würfel-Brettspiel des amerikanischen Spieleautors Richard Garfield aus dem Jahr 2014. Das Spiel für zwei bis sechs Spieler ab zehn Jahren dauert etwa 40 Minuten pro Spiel. Es baut auf dem Vorgänger King of Tokyo auf und ist wie dieses ein Würfelspiel mit einem ähnlichen Mechanismus wie Würfelpokerspiele (etwa Yahtzee oder Kniffel). Thematisch ist es an die Godzilla-Filme angelehnt. Ziel der Spieler ist es, mit einem gigantischen Monster die Stadt New York City zu erobern.

## Thema und Ausstattung
Das Spiel King of New York ist wie sein Vorgänger King of Tokyo thematisch an die japanischen und amerikanischen  Godzilla-Filme angelehnt und das Ziel der Spieler ist es, mit ihrem eigenen gigantischen Monster die Stadt New York City und vor allem Manhattan zu erobern. Dies gelingt ihnen entweder, wenn sie 20 Siegpunkte (Sterne) auf ihrem Spielertableau erreichen oder alle anderen Monster soweit verletzen, dass diese keine Lebenspunkte (Herzen) mehr haben.
Der Inhalt der Spieleschachtel besteht neben der Spielanleitung aus:
- einem Spielplan mit einer Karte von New York und dessen Stadtteilen Manhattan, Staten Island, Bronx, Queens und Brooklyn
- sechs Monsterfiguren (Captain Fish, Drakonis, Rob, Kong, Sheriff und Mantis)
- sechs Spielertableaus zu den entsprechenden Monstern mit Sieg- und Gesundheitspunktanzeige
- sechs schwarze und zwei grüne sechsseitige Würfel
- 64 Karten und 2 Spezialkarten (Freiheitsstatue, Superstar)
- zahlreiche Energiebrocken
- 46 Marker (13 × Netz, 13 × Fluch, 5 × Souvenir und 15 × Panzerung)
- 45 doppelseitig bedruckte Gebäude-/Einheitenplättchen

In der Spielweise entspricht King of New York seinem Vorgänger King of Tokyo weitgehend, es kommen jedoch einige Elemente hinzu. Neben den unterschiedlichen Karten mit den beiden Spezialkarten liegt der Hauptunterschied in den Gebäude- und Einheitenplättchen, die die gegen die angreifenden Monster kämpfenden Menschen als zusätzliches Element einbringen. Weitere Unterschiede sind der aus mehreren Stadtteilen bestehende Spielplan und die etwas anders aufgebauten Würfel.

## Spielweise
Bei King of New York wählt jeder Spieler zu Beginn eine Monsterfigur und das entsprechende Tableau. Der Spielplan und die gemischten Karten werden in die Tischmitte gelegt. Vom Kartenstapel werden drei Karten aufgedeckt und neben dem Spielplan platziert, hinzu kommen die beiden offen ausliegenden Spezialkarten Freiheitsstatue und Superstar. In jeden Stadtteil werden drei Gebäudeplättchen als Stapel mit der Gebäudeseite nach oben ausgelegt. Die Spieler stellen auf ihrem Tableau 0 Siegpunkte (Sterne) und 10 Lebenspunkte (Herzen) ein, danach platzieren sie ihre Monsterfigur in einen beliebigen Stadtteil außerhalb von Manhattan.
Der Startspieler wird bestimmt und dieser würfelt mit den sechs schwarzen Würfeln. Die Würfel zeigen jeweils sechs verschiedene Würfelsymbole. Jeder Spieler hat pro Runde drei Würfe und kann ähnlich wie beim Kniffelspiel beliebig viele Würfel auswählen und beiseite legen. Danach würfelt er zwei weitere Male und wählt jeweils die Würfel aus, die er werten möchte. Dies gilt für alle Würfelsymbole mit Ausnahme des Totenkopfes, der liegenbleiben und gewertet werden muss. Die Ergebnisse der Würfe werden ausgewertet und die entsprechenden Aktionen ausgeführt.
| Würfelsymbol        | Wertung |
| ------------------- | --- |
| Stern               | Solange die Spieler weniger als drei Sterne würfeln haben diese keinen Effekt. Sobald ein Spieler drei Sterne gewürfelt hat, bekommt er die Spezialkarte Superstar und legt sie vor sich ab. Er bekommt einen Siegpunkt sowie für jeden zusätzlichen Stern einen weiteren. Solange die Karte vor dem Spieler liegt bekommt er für jeden Stern einen Siegpunkt. Schafft es ein anderer Spieler, die drei Sterne zu werfen, bekommt dieser die Karte. |
| Herz                | Der Spieler bekommt pro Herzsymbol einen Gesundheitspunkt hinzu (nicht anwendbar für den Spieler in Manhattan). |
| Blitz               | Der Spieler bekommt pro Blitzsymbol einen Energiebrocken. |
| Kralle              | Ein Spieler, der sich außerhalb von Manhattan befindet, fügt dem Monster in Manhattan einen Schadenspunkt zu. Befindet sich der Spieler in Manhattan, fügt er allen Spielern außerhalb von Manhattan einen Schadenspunkt zu. Der Schaden wird von den Gesundheitspunkten abgezogen. |
| zerstörtes Hochhaus | Mit jedem zerstörten Hochhaus zerstört der Spieler einen Widerstandspunkt eines der Gebäude oder der Einheiten in seinem Stadtteil. Würfelt ein Spieler so viele zerstörte Hochhäuser, wie auf einem der Gebäudeplättchen angezeigt wird, kann er dieses zerstören. Er bekommt die entsprechende Anzahl Siegpunkte (bei Hochhäusern und Panzern) oder Energiebrocken (bei Kraftwerken und Jets), die auf dem Plättchen angezeigt werden. Zerstört er ein Gebäude, dreht er das Plättchen auf die Einheitenseite um und deckt ein darunterliegendes neues Gebäude auf, zerstört er eine Einheit, nimmt er diese aus dem Spiel. |
| Totenkopf           | Wenn ein Spieler Totenköpfe sammelt, eröffnen die Einheiten in den Stadtteilen das Feuer auf die Monster. Bei einem Totenkopf wird nur das eigene Monster angegriffen und erhält einen Schadenspunkt pro Einheit im Bezirk. Bei zwei Totenköpfen greifen die Truppen alle Monster im gleichen Bezirk an und bei drei Totenköpfen werden alle Monster auf dem Spielplan von den jeweiligen Einheiten angegriffen. Zusätzlich bekommt ein Spieler, der drei Totenköpfe gewürfelt hat, die Spezialkarte Freiheitsstatue, die drei Siegpunkte wert ist, solange sie vor einem Spieler liegt.                                      |

Im Spiel befindet sich immer ein Spieler mit seinem Monster in Manhattan, beim Spiel mit fünf oder sechs Spielern jeweils zwei Monster. In der ersten Runde muss der Startspieler nach seiner Würfelwertung nach Lower Manhattan. Ein Spieler, der nach Lower Manhattan geht, bekommt dafür einen Siegpunkt. Wenn er lange genug dort bleibt, um seine nächste Runde wieder in Manhattan zu beginnen, bekommt er einen weiteren Siegpunkt und einen Energiebrocken und geht weiter nach Midtown Manhattan. Bleibt er auch hier eine Runde, bekommt er zwei Siegpunkte und einen Energiebrocken und geht nach Upper Manhattan, wo er jede weitere Runde zwei Siegpunkte und zwei Energiebrocken erhalten kann. Solange ein Monster in Manhattan steht, können ihm alle anderen Spieler Schaden durch ihre Würfe zufügen und er selbst kann alle anderen Spieler verletzen – im Gegensatz zu diesen kann er jedoch keine Heilungspunkte (Herzen) einsetzen, solange er in Manhattan ist. Bekommt ein Monster in Manhattan Schaden, kann der Spieler entscheiden, die Stadt am Ende der Runde zu verlassen. In dem Fall muss der Spieler Manhattan erobern, der den Schaden verteilt hat.
Nach der Auswertung der Würfel bewegt sich das Monster des aktiven Spielers in einen anderen Stadtbezirk, in dem noch nicht zwei Monster stehen. Am Ende können die Energiebrocken eines Spielers genutzt werden, um ausliegende Karten zu kaufen, die verschiedene Sonderaktionen und -wertungen ermöglichen und je nach Kartentyp entweder direkt eingesetzt („Abwerfen“) oder als dauerhafte Option ausgelegt („Behalten“) werden.
Ein Spieler, der keine Gesundheitspunkte mehr hat, verliert sein Monster und scheidet aus dem Spiel aus. Gewinner ist der Spieler, der zuerst 20 Siegpunkte erreicht oder als letzter übrig bleibt, wenn alle anderen Mitspieler ausgeschieden sind.

### Power up!
King of New York: Power up! erschien 2016 als erste offizielle Erweiterung zu King of New York im englischsprachigen Raum. Sie enthält neben dem neuen Monster Mega Shark vor allem für jedes Monster ein Set von acht Evolutionskarten, mit denen der Spieler sein Monster aufwerten kann. Dies geschieht dann, wenn der Spieler am Ende seines Würfelwurfs drei Herzen hat und diese zur Evolution nutzen möchte. Diese Erweiterung wurde von iello 2019 erneut auf Deutsch aufgelegt.

### Weitere Monster und Erweiterungen
Das 2011 erschienene Vorgängerspiel King of Tokyo sowie die Ergänzungen King of Tokyo: Power up! und King of Tokyo: Halloween enthalten jeweils eigene auf Tokio als Ort angepasste Monster, die aufgrund des identischen Monstertableaus jedoch auch für das Spiel King of New York eingesetzt werden können. In King of Tokyo: Halloween war zudem eine Zusatzkarte für King of Tokyo enthalten.
Nach dem Erscheinen von King of New York erschienen für beide Spiele weitere Karten und Monster als Werbematerialien (Promos) und Ergänzungen, etwa vom Heidelberger Spieleverlag und von Dice Tower. 2017 erschienen bei iello mit Cthulhu und King Kong in jeweils eigenen Monster Packs weitere Monster mit entsprechenden Power-up!-Karten, Gebäudemarkern und weiteren Markern, die für King of Tokyo und King of New York herausgegeben wurden und genutzt werden können. Während Cthulhu bereits 2017 auch in Deutschland verfügbar war, erscheint King Kong erst im Frühjahr 2018.

## Ausgaben und Rezeption
Das Spiel King of New York wurde von Richard Garfield, der vor allem für das Kartenspiel Magic: The Gathering bekannt ist, auf der Basis von King of Tokyo entwickelt und 2014 im Spieleverlag Iello in mehreren Sprachen veröffentlicht. In Deutschland wurde es ab 2014 über den Heidelberger Spieleverlag, heute Asmodee, vertrieben. 2017 erschien bei Iello eine neue Auflage des Spiels, die über Hutter Trade vertrieben wird.

## Belege
1. 1 2 3 4 5 6 7  Spieleanleitung King of New York (Memento des Originals vom 7. Dezember 2017 im Internet Archive)  Info: Der Archivlink wurde automatisch eingesetzt und noch nicht geprüft. Bitte prüfe Original- und Archivlink gemäß Anleitung und entferne dann diesen Hinweis., 2. Auflage 2017
2. ↑  Expansions von King of Tokyo in der Spieledatenbank BoardGameGeek (englisch); abgerufen am 7. Dezember 2017.
3. ↑  Versionen von King of Tokyo in der Spieledatenbank BoardGameGeek (englisch); abgerufen am 7. Dezember 2017.